# Division Nationale 2017-18
La División Nationale 2017-18 (Nationaldivisioun en luxemburgués) fue la 104.ª temporada de la División Nacional de Luxemburgo. La temporada comenzó el 4 de agosto de 2017 y terminó el 19 de mayo de 2018. El F91 Dudelange conquistó el decimotercero título de su historia.

## Sistema de competición
Los catorce equipos participantes jugaron entre sí todos contra todos dos veces totalizando 26 partidos cada uno. Al final de la temporada el primer clasificado obtuvo un cupo para la segunda ronda de la Liga de Campeones 2018-19. El segundo y tercer clasificado obtuvieron un cupo a la primera ronda de la Liga Europea 2018-19. El último y penúltimo clasificado descendierón a la División de Honor  2018-19, mientras que el duodécimo primer clasificado jugó el Play-off de relegación contra el tercer clasificado de la División de Honor 2017-18 que determinó quien de los dos jugará en la Division Nationale la próxima temporada.
Un tercer cupo para la Liga Europea 2018-19 fue asignado al campeón de la Copa de Luxemburgo.

## Ascensos y descensos
| Pos. | de Division Nationale 2016-17 |
| ---- | ----------------------------- |
| 12.º | Jeunesse Canach               |
| 13.º | Rumelange                     |
| 14.º | Käerjéng 97                   |

| Pos. | de Segunda División 2016-17 |
| ---- | --------------------------- |
| 1.º  | Esch                        |
| 2.º  | Rodange 91                  |
| 3.º  | Hostert                     |

## Equipos participantes
| Equipo             | Ciudad       | Estadio                     | Capacidad |
| ------------------ | ------------ | --------------------------- | --------- |
| Differdange 03     | Differdange  | Thillenberg                 | 6.000     |
| Esch               | Esch Alzette | Stade Walter Malget         | 1.500     |
| F91 Dudelange      | Dudelange    | Jos Nosbaum                 | 4.650     |
| Fola Esch          | Esch Alzette | Emile Mayrisch              | 3.900     |
| Ham Benfica        | Hamm         | Luxembourg-Cents            | 2.800     |
| Hostert            | Hostert      | Stade Jos Becker            | 1.500     |
| Jeunesse d'Esch    | Esch Alzette | La Frontière                | 4.200     |
| Mondorf-les-Bains  | Mondorf      | Stade John Grün             | 3.600     |
| Pétange            | Pétange      | Stade Municipal             | 2.400     |
| Progrès Niedercorn | Differdange  | Jos Haupert                 | 2.800     |
| Racing Union       | Luxemburgo   | Stade Achille Hammerel      | 5.814     |
| Rodange 91         | Hesperange   | Stade Jeffrey Strauss       | 900       |
| Strassen           | Strassen     | Complexe Sportif Jean Wirtz | 1.500     |
| Victoria Rosport   | Rosport      | VictoriArena                | 1.000     |

## Tabla de posiciones
| Pos. | Equipo               | Pts. | PJ | G  | E  | P  | GF | GC | Dif. | Clasificación 2018–19                 |
| ---- | -------------------- | ---- | -- | -- | -- | -- | -- | -- | ---- | ------------------------------------- |
| 1    | F91 Dudelange (C)    | 68   | 26 | 22 | 2  | 2  | 81 | 26 | +55  | Primera ronda de la Liga de Campeones |
| 2    | Progrès Niedercorn   | 63   | 26 | 20 | 3  | 3  | 72 | 28 | +44  | Primera ronda de la Liga Europa       |
| 3    | Fola Esch            | 47   | 26 | 14 | 5  | 7  | 72 | 41 | +31  | Primera ronda de la Liga Europa       |
| 4    | Jeunesse Esch        | 44   | 26 | 13 | 5  | 8  | 52 | 35 | +17  |                                       |
| 5    | Differdange 03       | 38   | 26 | 11 | 5  | 10 | 48 | 38 | +10  |                                       |
| 6    | Mondorf-les-Bains    | 38   | 26 | 10 | 8  | 8  | 40 | 36 | +4   |                                       |
| 7    | Racing Union         | 35   | 26 | 9  | 8  | 9  | 41 | 40 | +1   | Primera ronda de la Liga Europa       |
| 8    | Hostert              | 34   | 26 | 9  | 7  | 10 | 37 | 46 | −9   |                                       |
| 9    | Pétange              | 31   | 26 | 9  | 4  | 13 | 43 | 51 | −8   |                                       |
| 10   | Hamm Benfica         | 30   | 26 | 8  | 6  | 12 | 30 | 45 | −15  |                                       |
| 11   | Strassen             | 29   | 26 | 8  | 5  | 13 | 38 | 60 | −22  |                                       |
| 12   | Victoria Rosport (O) | 26   | 26 | 7  | 5  | 14 | 37 | 59 | −22  | Promoción por la permanencia          |
| 13   | Rodange 91           | 22   | 26 | 4  | 10 | 12 | 27 | 55 | −28  | Desciende a División de Honor 2018-19 |
| 14   | Esch                 | 4    | 26 | 1  | 1  | 24 | 15 | 73 | −58  | Desciende a División de Honor 2018-19 |

Actualizado a los partidos jugados el 19 de mayo de 2018.
 Fuente: Soccerway
Notas:
1. ↑  Tras ganar la Copa de Luxemburgo, el Racing Union obtuvo una plaza para participar en la Liga Europa 2018-19

### Resultados cruzados
| Local \ Visitante  | D03 | ESC | FOL | F91 | HAM | HOS | JEU | MON | PET | PRO | RAC | R91 | STR | VIC |
| ------------------ | --- | --- | --- | --- | --- | --- | --- | --- | --- | --- | --- | --- | --- | --- |
| Differdange 03     | —   | 4–1 | 0–2 | 0–6 | 0–0 | 2–2 | 2–0 | 4–0 | 0–2 | 1–2 | 2–1 | 5–1 | 5–0 | 6–1 |
| Esch               | 0–3 | —   | 0–1 | 1–6 | 2–3 | 1–2 | 0–4 | 0–3 | 0–3 | 0–1 | 1–1 | 0–2 | 0–1 | 0–2 |
| Fola Esch          | 6–3 | 9–0 | —   | 2–3 | 2–1 | 4–1 | 1–1 | 1–1 | 3–2 | 2–4 | 3–3 | 7–1 | 3–1 | 1–1 |
| F91 Dudelange      | 0–0 | 4–0 | 4–3 | —   | 4–0 | 3–2 | 2–0 | 4–2 | 2–1 | 3–2 | 2–0 | 7–0 | 3–2 | 4–0 |
| Hamm Benfica       | 0–1 | 3–1 | 2–5 | 1–3 | —   | 2–0 | 2–1 | 0–0 | 2–0 | 1–2 | 1–1 | 2–0 | 1–1 | 1–2 |
| Hostert            | 2–1 | 3–1 | 2–0 | 2–1 | 3–1 | —   | 1–2 | 1–3 | 2–2 | 1–6 | 2–1 | 1–1 | 1–2 | 1–3 |
| Jeunesse Esch      | 3–1 | 2–1 | 3–3 | 3–1 | 3–0 | 4–2 | —   | 4–2 | 3–3 | 0–3 | 1–2 | 1–1 | 4–0 | 4–1 |
| Mondorf-les-Bains  | 2–0 | 3–0 | 0–1 | 0–2 | 1–1 | 0–0 | 0–0 | —   | 4–3 | 0–0 | 4–2 | 1–1 | 3–1 | 3–2 |
| Pétange            | 0–2 | 4–1 | 2–3 | 1–3 | 0–1 | 1–2 | 1–0 | 1–1 | —   | 1–3 | 2–1 | 1–1 | 2–1 | 2–1 |
| Progrès Niedercorn | 1–0 | 3–1 | 2–1 | 1–3 | 1–3 | 1–1 | 1–0 | 3–2 | 7–1 | —   | 4–2 | 1–0 | 1–1 | 5–0 |
| Racing Union       | 1–1 | 2–1 | 2–1 | 1–1 | 1–0 | 0–0 | 1–2 | 2–0 | 2–3 | 2–3 | —   | 3–2 | 1–1 | 2–2 |
| Rodange 91         | 2–1 | 1–0 | 0–3 | 1–2 | 2–2 | 0–0 | 1–3 | 0–1 | 2–1 | 0–4 | 2–2 | —   | 2–3 | 1–1 |
| Strassen           | 2–2 | 2–1 | 0–4 | 1–4 | 6–0 | 3–0 | 0–3 | 2–1 | 4–2 | 0–6 | 0–1 | 2–2 | —   | 1–4 |
| VIC                | 1–2 | 1–2 | 2–1 | 0–4 | 1–1 | 1–3 | 3–1 | 1–3 | 0–2 | 2–5 | 0–2 | 1–1 | 4–1 | —   |

## Play-Off de Relegación
Fue disputado entre el 12 Clasificado de la Tabla Acumulada y el tercero de la Éirepromotioun 2017-18.
|}

## Goleadores
- Fuente: Soccerway

| Equipo 1         | Resultado | Equipo 2    |
| ---------------- | --------- | ----------- |
| Victoria Rosport | 2–0       | Käerjéng 97 |

| Pos. | Jugador               | Club               | Goles |
| ---- | --------------------- | ------------------ | ----- |
| 1    | David Turpel          | F91 Dudelange      | 33    |
| 2    | Aleksandre Karapetian | Progrès Niedercorn | 29    |
| 3    | Samir Hadji           | Fola Esch          | 22    |
| 4    | Nicolas Perez         | Differdange 03     | 17    |
| 5    | Momar N'Diaye         | Jeunesse Esch      | 14    |
| 6    | Simon Banza           | Pétange            | 13    |